# هينينغ هارنيش
هينينغ هارنيش (بالألمانية: Henning Harnisch)‏ مواليد 15 أبريل 1968، هو لاعب كرة سلة ألماني سابق بدأ مسيرته الاحترافية في سنة 1985.

## فرق لعب لها
- ألبا برلين

## روابط خارجية
- هينينغ هارنيش على موقع الاتحاد الدولي لكرة السلة (الإنجليزية)
- هينينغ هارنيش على موقع كرة السلة الأوروبية.كوم (الإنجليزية)
- هينينغ هارنيش على موقع ريلجم (الإنجليزية)
- هينينغ هارنيش على موقع بروبوليرز (الإنجليزية)
- هينينغ هارنيش على موقع سبورتس رفرنس (الإنجليزية)
- هينينغ هارنيش على موقع أوليمبيديا (الإنجليزية)